# Enrique Danies
Enrique Eduardo Danies Rincones (Fonseca, 1929)es un empresario privado y político colombiano, Presidente de Carbones de Colombia (1982-1985), Gobernador del Departamento de La Guajira (1985-1986) y Ministro de Comunicaciones de Colombia (1989-1990).

## Biografía
Nació en Fonseca, hoy departamento de la Guajira, el 4 de marzo de 1929. Hijo de Eloísa Rincones -natural de Fonseca- y de José Manuel Daníes, médico de San Juan del Cesar nacido en Riohacha. Se casó con Gladys Lusk, con quien tuvo cuatro hijos. Enviudó en 1991 y contrajo segundas nupcias en 1999 con su esposa actual, Matilde Guzmán.
Cursó la escuela primaria en San Juan del Cesar, inició su bachillerato como interno en el Colegio Santo Tomas de don Rafael Antonio Amaya en Villanueva y continuo bajo la rectoría de don Tomas Rueda Vargas en el Colegio Mayor de San Bartolomé (Bogotá), graduándose de bachiller en 1946.
Estudió Ingeniera Mecánica en la Universidad Estatal de Luisiana (1950), realizó estudios de minería en la Escuela Superior de Minas de París (1951) y de posgrado en el Instituto Case de Tecnología (Case Western Reserve University) en Cleveland (1951-53). Terminó Ingeniería Civil en Cleveland State University -Fenn College (1956).

## Trayectoria profesional
El Estado de Ohio le expidió matrícula de Ingeniero Profesional en 1958 y trabajó para empresas  de ingeniería y construcción en Estados Unidos. En 1961 se trasladó a Bucaramanga en calidad de gerente de una empresa metalmecánica del grupo IBEC (International Basic Economy Corp.), dedicada a la producción de la Cinva-Ram, máquina portátil para fabricar bloques de suelo-cemento, desarrollada en el Centro Interamericano de la Vivienda de la Unión Panamericana, con sede en la Universidad Nacional en Bogotá. IBEC dio a conocer mundialmente la Cinva-Ram como una tecnología apropiada para soluciones de vivienda de “ayuda mutua-esfuerzo propio” y fue útil en programas de entidades tales como Cuerpos de Paz, UNICEF , USAID, etc., con bastante éxito. Fundada por Nelson Rockefeller en 1947 con la doble misión de promover progreso social y ser rentable, IBEC comenzó en Venezuela con inversiones en pesca, leche y los primeros supermercados de América Latina. De 1956 a 1972  se expandió a 33 países en 4 continentes en campos muy diversos. En Colombia fue pionera con el primer fondo mutuo de inversiones (Crecinco), floricultura (Flor América) y genética animal (Avícola Colombiana). Metalibec, fabricante de la Cinva-Ram, se trasladó a Bogotá (1963), diversificando su producción con envases metálicos y plásticos e introduciendo una línea de equipos neumáticos e hidráulicos para automatizar maquinarias y procesos. La fabricación en Bogotá se complementó con fábricas en Barranquilla (1979) y Medellín (1988). La empresa se liquidó en el 2003. Rodman Rockefeller, hijo mayor de Nelson, vicepresidente de IBEC (1968-72), presidente y CEO (1972-80), reorganizó IBEC en 5 grupos (1972) e inició un programa de desinversión y venta de activos (1973) que culminó en 1985 en fusión con Arbor Acres, Inc. Enrique Daníes, gerente de Metalibec, ejerció también la función de representante de IBEC en Colombia, elegido por la Junta Vicepresidente de IBEC Management Services, Inc. el 15 de mayo de 1973.
Entre otras actividades que ejerció Enrique Daníes durante su vida empresarial, se destacan haber sido profesor externo de la Universidad Industrial de Santander (UIS) (1963), presidente de la JD de la Asociación Cristiana de Jóvenes, ACJ (YMCA) entidad de desarrollo comunitario, VP del capítulo colombiano de la Asociación Americana de Ingenieros Civiles (ASCE) y Comisionado por el presidente Virgilio Barco en la Comisión presidencial de asuntos fronterizos colombo-venezolanos.

## Trayectoria política
En 1982, el recién posesionado Presidente Belisario Betancur lo designó para liderar el desarrollo del nuevo proyecto minero de Cerrejón, como Presidente de Carbocol. En efecto, durante su gestión, Colombia inició su desarrollo carbonífero de nivel mundial, con el primer embarque de la mina del Cerrejón Zona Central, administrada por Carbocol, por Puerto Zúñiga (Santa Marta) en 1984 y con la exportación anticipada de carbón de la Zona Norte de la Asociación Carbocol-Intercor por Puerto Bolívar en 1986. El presidente de Carbocol  era el representante de la cuota (50%) del gobierno colombiano en la Cuenta-Conjunta de la Asociación. En la etapa de construcción del proyecto que realizó Morrison Knudsen Co., Inc., la  inversión fue más de USD 3000 millones y generó una fuerza laboral de más de 6000 empleos (64% guajiros).
En 1985 el presidente Betancur nombró a Enrique Daníes Gobernador de la Guajira, posición que le permitió sentar bases de la reforma administrativa y financiera y la reliquidación de las regalías que debía recibir el departamento (estudio Grindes). Se refinanciaron deudas, se elaboró un plan de inversiones, se concluyeron y avanzaron obras de acueductos y alcantarillados iniciadas en anteriores administraciones. Se puso en vigencia planes para desarrollo pesquero, turístico y agropecuario estructurados con la colaboración de la URPA y del recién creado resguardo indígena wayuu. En alianza con el grupo cívico “Riohacha 450 años” comenzó la transformación urbana de la capital con diseños y obras como el eventual Centro Administrativo, la Casa de la Cultura, ampliación de la Avenida de la Marina, parque Federmann, recuperación de la Laguna Salada y de la playa, remodelación del muelle, etc.
Al finalizar la administración de Betancur, regresó a su empresa privada hasta que fue llamado por el presidente Virgilio Barco en 1989, para ocupar el cargo de Ministro de Comunicaciones. Desde esta posición inició la modernización del sector con la formulación y trámite de la ley 72 del 20 de diciembre de 1989, así como con las bases para el Decreto 1900 de 1990, para la completa reestructuración de las telecomunicaciones en Colombia. Por otra parte, se impulsó el Plan Nacional de Telecomunicaciones Rurales (PNTR) y se puso en marcha el proyecto Caribe II, adelantando en la Guajira un programa de emergencia que dotó a 69 comunidades de servicio telefónico. Debe destacarse el proceso de modernización que se introdujo en este período, como la entrada en operación del cable transcaribeño de fibra óptica, la aprobación del Acuerdo Constitutivo de la Organización Andina de Telecomunicaciones por Satélite (OATS) que viabilizaba las aspiraciones del país frente a la órbita geoestacionaria y la Resolución 219 de 1990, relacionada con la adopción de políticas sobre el servicio público terrestre de radiotelefonía móvil celular digital.
En 1991 incursionó en la política infructuosamente, como candidato al Senado en la lista de Transformación Liberal. Ese mismo año regresó a su empresa privada. De abril a octubre de 1998, también fue presidente de GHK Company, subsidiaria de Seven Seas Petroleum Inc., que manejaba un proyecto petrolero en Guaduas que se pensaba entonces de grandes reservas.